# Hipopotassèmia
La hipopotassèmia o hipocalèmia es un trastorn electrolític en què la concentració de potassi (K+) a la sang és baixa. El prefix hipo- significa baix (en contrast amb hiper-, que significa alt). Kal es refereix a Kalium, el potassi, i -emia significa "en la sang".
La hiperpotassèmia té uns nivells de potassi en sèrum inferiors a 3,5 mEq/L). Els nivells normals de potassi en sèrum estan entre 3,5-5,0 mEq/L, com a mínim el 95% de potassi en el cos es troba dins de les cèl·lules, i la resta en la sang. Aquest gradient de concentració es manté principalment per la bomba de Na+/K+-ATPasa.

## Signes i símptomes
La hipopotassèmia lleu és sovint sense símptomes, encara que pot causar una petita elevació de la pressió arterial, i, ocasionalment, pot provocar arrítmies cardíaques. La hipopotassèmia moderada, amb concentracions de potassi sèric de 2,5-3 mEq/L, pot causar debilitat muscular, miàlgies i rampes musculars (a causa dels trastorns funcionals dels músculs esquelètics) i restrenyiment (dels trastorns funcionals dels músculs llisos). Amb hipopotassèmia més severs, es pot produir paràlisi flàccida, hiporreflexia i tetània. Hi ha informes que es produeix rabdomiòlisi amb hipopotassèmia profunda (nivells de potassi en sèrum inferior a 2 mEq/L), i es troba en molts pacients depressió respiratòria per deteriorament greu de la funció del múscul esquelètic.
Alguns troballes associades amb hipopotassèmia en l'electrocardiograma (ECG), són aplanament de les ones T i prolongació de l'interval QT. L'interval QT prolongat pot produir arrítmies.

## Causes
La hipopotassèmia pot ser conseqüència d'una o més de les condicions mèdiques següents:

### Consum insuficient de potassi
- Potser la causa més evident és el consum insuficient de potassi (és a dir, una dieta baixa en potassi). No obstant això, sense la pèrdua excessiva de potassi del cos, aquesta és una causa poc freqüent d'hipopotassèmia.

### Pèrdua gastrointestinal o per la pell
- Una causa més comuna és la pèrdua excessiva de potassi, sovint associada amb fortes pèrdues de líquid que arrosseguen potassi del cos. Normalment, aquesta és una conseqüència de la diarrea, transpiració excessiva, o les pèrdues associades als procediments quirúrgics. Els vòmits poden causar hipopotassèmia, encara que no es perd molt potassi en els vòmits. Més aviat, hi ha unes pèrdues urinàries importants de K+ en el context de la bicarbonatúria post-emètica que obliga a l'excreció urinària de potassi (vegeu l'Alcalosi avall).

### Pèrdua urinària
- Alguns medicaments poden causar pèrdua d'excés de potassi en l'orina. Diürètics, com els diürètics tiazídics (hidroclorotiazida, per exemple) i els diürètics de nansa (furosemida, per exemple) són una causa freqüent d'hipopotassèmia. Altres medicaments, com els antifúngics, la anfotericina B, o un medicament contra el càncer, el cisplatí, també pot provocar a llarg termini hipopotassèmia.

- Un cas especial de la pèrdua de potassi es presenta amb la cetoacidosi diabètica. A més de les pèrdues urinàries de poliúria i la contracció de volum, hi ha també una obligada pèrdua de potassi pels túbuls del ronyó com a soci catiònic a la cetona de càrrega negativa, l'hidroxibutirat β.

- La hipomagnesèmia pot causar hipopotassèmia. El magnesi és necessari per a l'adequat procés del potassi. Això es pot fer evident quan la hipopotassèmia persisteix tot i els suplements de potassi. Altres anormalitats d'electròlits també poden estar presents.

- L'alcalosi pot causar hipopotassèmia transitòria per dos mecanismes. En primer lloc, l'alcalosi provoca un desplaçament de potassi del plasma i els líquids intersticials en les cèl·lules, potser mediada per l'estimulació de l'intercanvi Na+-H+ i posterior activació de l'activitat de la Na+/K+ -ATPasa. En segon lloc, una augment agut de la concentració en el plasma de HCO₃- (causada per vòmits, per exemple) ha d'excedir la capacitat del túbul proximal renal per reabsorbir aquest anió, i el potassi s'excreta com un soci catió obligat de l'hidrogencarbonat. Cal tenir en compte que l'alcalosi metabòlica sol estar present en els estats de depleció de volum i, per tant, l'alcalosi no és típicament la primera causa d'hipopotassèmia vista en els estats amb depleció de volum.

- Els estats de malaltia que duen a nivells normalment alts d'aldosterona poden causar hipertensió i l'excés de pèrdues urinàries de potassi. Aquestes inclouen estenosi de l'artèria renal i tumors (en general no malignes) de les glàndules suprarenals. La hipertensió i la hipopotassèmia també pot ser consultat amb una deficiència de l'enzim 11-beta-hidroxiesteroide deshidrogenasa tipus 2 que permet al cortisol estimular els receptors d'aldosterona. Aquesta deficiència - conegut com la síndrome d'aparent excés de mineralocorticoides - bé poden ser congènites o causades pel consum de glicirricina, que figura en l'extracte de regalèssia, de vegades es troben en els suplements d'herbes, caramels i tabac de mastegar.

- Rars defectes hereditaris dels transportadors de sal renal, com ara la síndrome de Bartter o la síndrome de Gitelman, poden causar hipopotassèmia, d'una manera similar a la dels diürètics. A diferència dels estats de la malaltia dels excessos primàris de l'aldosterona, la pressió arterial és normal o baixa en el Bartter o Gitelman.

### Distribució fora del líquid extracel·lular (LEC)
- A més de l'alcalosi, altres factors poden causar algun canvi de potassi en les cèl·lules - presumiblement per l'estimulació de la Na-K-ATPasa - com la insulina, l'adrenalina i altres agonistes beta, i les xantines (p. ex. teofil·lina).

- Rars defectes hereditaris dels canals i del transportadors iònics musculars causen la paràlisi periòdica hipocalièmica que pot precipitar atacs ocasionals d'hipopotassèmia severa i debilitat muscular. Aquests defectes causen una elevada sensibilitat als canvis normals de potassi produït per catecolamines i/o insulina i/o hormona tiroidal, que condueixen al moviment de potassi des del líquid extracel·lular en les cèl·lules musculars.

### Altres/desagrupades
- Hi ha hagut un grapat d'informes publicats que descriuen les persones amb hipopotassèmia greu relacionada amb el consum extrem i crònic (4-10 L/dia) de coles. La hipopotassèmia es creu que és de la combinació de l'efecte diürètic de la cafeïna i la ingesta abundant de líquids, encara que també pot estar relacionada amb la diarrea causada per la ingestió de fructosa pesant.

## Tractament
El tractament es basa en suplements orals:
- Clorur de potassi líquid: eleva les concentracions al cap d'una o dues hores, encara que sol ser mal tolerat i té un sabor amarg.
- Preparats de clorur de potassi en cera: són més segurs i se solen tolerar millor.

Quan la hipopotassèmia és greu i el pacient no respon al tractament basat en suplements orals, està indicada la suplementació per via intravenosa.